# Vision d'Esdras
La vision d'Ezra est un ancien texte apocryphe prétendument écrit par le scribe biblique Ezra.

## Contenu
Les premiers manuscrits survivants, composés en latin, datent du XIe siècle apr. J.-C., bien que les particularités textuelles suggèrent fortement que le texte a été écrit à l'origine en grec. Comme l'Apocalypse grecque d'Esdras, l'œuvre est clairement chrétienne et présente plusieurs apôtres vus au ciel. Cependant, le texte est nettement plus court que l'Apocalypse.
Le texte dépend fortement de l'Apocalypse d'Esdras, une Apocalypse antérieure, et dépeint Dieu comme répondant à la prière d'Esdras d'avoir du courage en lui envoyant sept anges pour lui montrer le paradis. Dans la vision latine d'Esdras, Ezra descend trois étages ou 72 marches et on lui montre l'enfer. En arrivant en enfer, une âme s'approche d'Esdras et dit que votre venue ici nous a accordé un peu de répit. De là, il est emmené dans le quatrième monde souterrain où les pécheurs sont montrés suspendus par les cils. Les justes qu'il voit au ciel sont dépeints comme traversant une vaste scène de flammes et de lions cracheurs de feu, sains et saufs. Les méchants sont également considérés comme étant au paradis, mais sont rapidement déchirés par des chiens vicieux et brûlés dans le feu. Ezra apprend par un ange voisin que les crimes des méchants étaient qu'"ils ont renié le Seigneur et ont péché avec des femmes le jour du Seigneur".
Des versets comparables du Nouveau Testament peuvent être trouvés dans Lc 16,22 : que le mendiant est mort et a été emporté par les anges, et dans la référence de Jésus au ver immortel dans Mc 9,47-48 : en enfer, les vers qui les mangent ne meurent pas.